# 欧诺
欧诺（法語：Auneau，法語發音：[ono]）是法国厄尔-卢瓦省的一个旧市镇，位于该省东部，属于沙特尔区。2016年1月1日，欧诺与布勒里-圣桑福里安合并为新市镇欧诺-布勒里-圣桑福里安。

## 地理
欧诺（48°27'43"N, 1°46'23"E）面积17.05 平方千米，位于法国中央-卢瓦尔河谷大区厄尔-卢瓦省，该省份为法国北部内陆省份，北起顺时针与厄尔省、伊夫林省、埃松省、卢瓦雷省、卢瓦-谢尔省、萨尔特省和奧恩省接壤。
与欧诺接壤的市镇（或旧市镇、城区）包括：鲁万维尔、圣桑福里安堡。

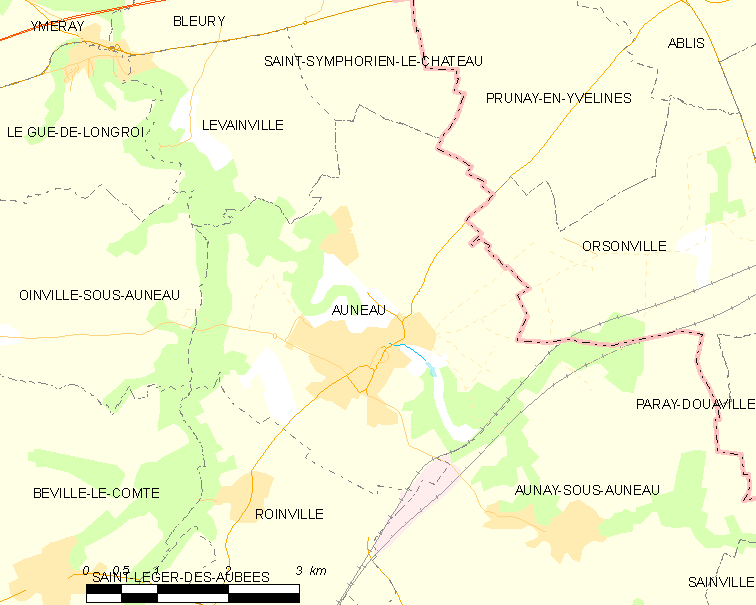
欧诺的OSM定位图

欧诺的时区为UTC+01:00、UTC+02:00（夏令时）。

## 行政
欧诺的邮政编码为28700，INSEE市镇编码为28015。

## 政治
欧诺所属的省级选区为欧诺县。

## 人口

1962-2008年间欧诺人口变化图示

欧诺于2018年1月1日时的人口数量为4767人。